# Angelika Paetow
Angelika Paetow (* 18. Februar 1954 in Hamburg; † 16. April 2015 in Buchholz in der Nordheide) war eine deutsche Redakteurin, Autorin und Fernsehproduzentin, die beim Norddeutschen Rundfunk tätig war.

## Leben und Wirken
Paetow studierte Romanistik in Hamburg und volontierte beim Carl Hanser Verlag. 1975 kam sie als Redaktionsassistentin zum NDR und wurde später Leiterin der Abteilung Kinder und Familie.
Im Rahmen ihrer Tätigkeit war sie für die Realisation zahlreicher erfolgreicher Serien und Filme beteiligt, darunter die deutsche Ausgabe der Sesamstraße und die Serie Hallo Spencer. Ende der 1990er Jahre entwickelte sie die Kinder- und Jugendserie Die Pfefferkörner und später war sie Ausführende Produzentin der deutsch-australischen Koproduktionen Blue Water High und Emmas Chatroom.
Im Jahr 2008 erkrankte sie schwer und kehrte schließlich nach längerer Behandlung ins Programm zurück. 2010 ließ sich Paetow auf eigenen Wunsch in die Fernsehfilm-Abteilung des NDR versetzen und betreute die von ihr erfundene Nachmittagsserie Rote Rosen und unterschiedliche Zoo-Dokusoaps als Redaktionsleiterin.

## Trivia
Der unter anderem von Jan Böhmermann produzierte Fernsehfilm Hallo Spencer – Der Film ist eine Hommage an Angelika Paetow und ihrem ehemaligen Lebensgefährten Winfried Debertin, mit dem sie 1979 die Kinderserie Hallo Spencer erfand.